# Iglesia de Santa María del Casale

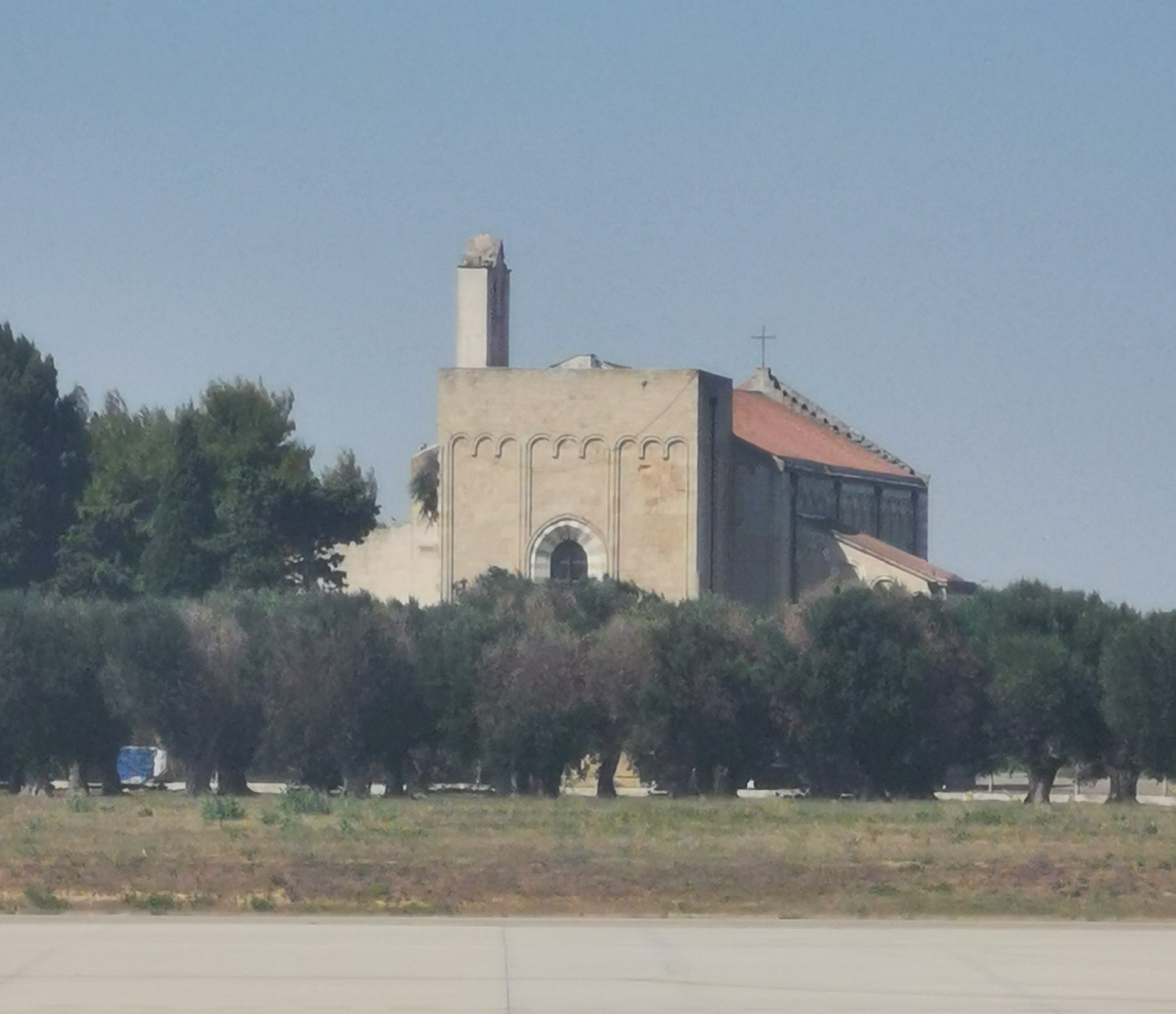
Vista de la iglesia desde el aeropuerto de Brindisi.

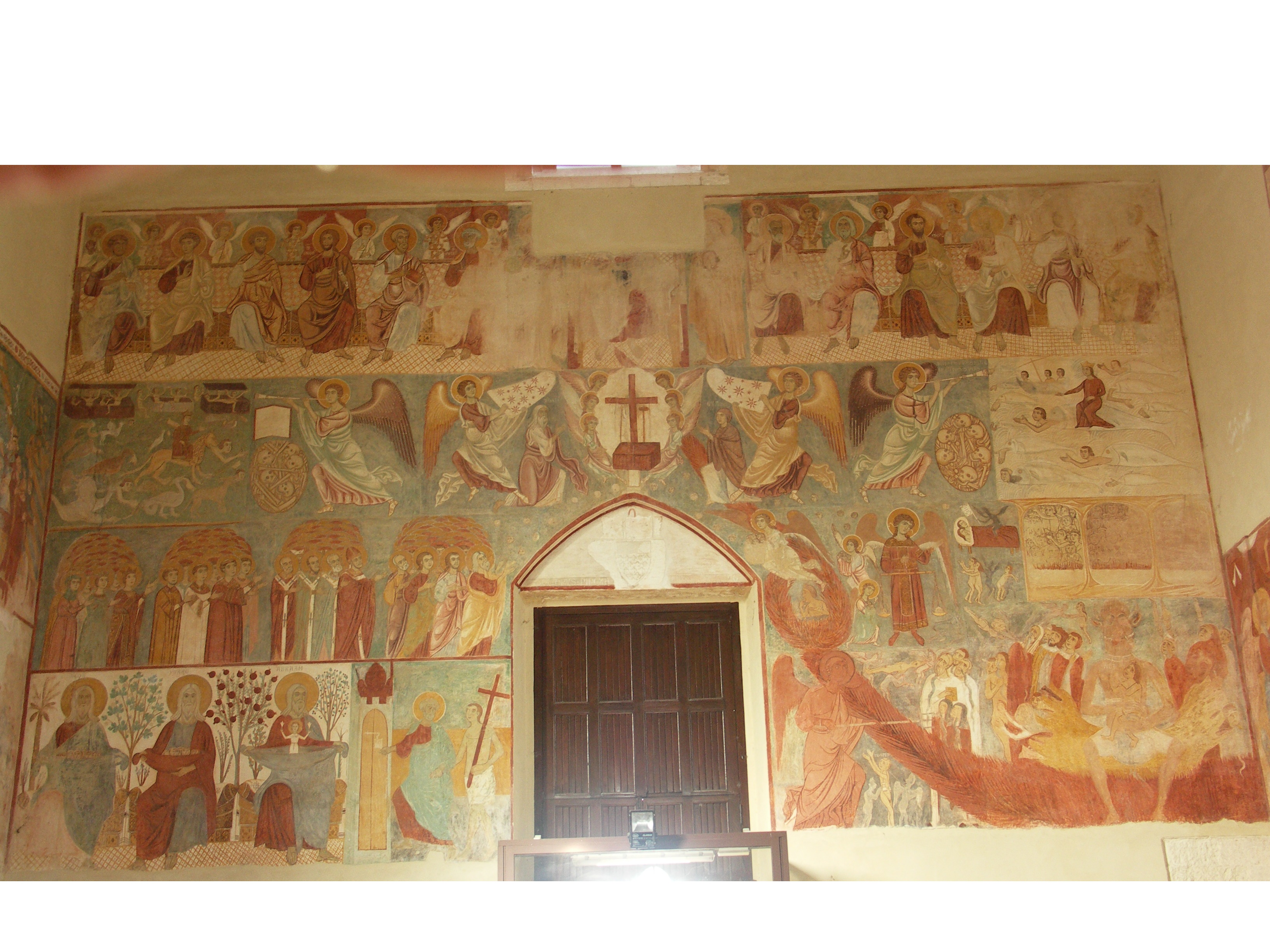
El Juicio Final en la contrafachada de la iglesia de Santa María del Casale.

La iglesia de Santa María del Casale (italiano: Chiesa di Santa Maria del Casale) es una iglesia católica románica-gótica situada a 2 kilómetros al norte de Bríndisi, cerca del barrio de Casale, en la carretera que lleva al aeropuerto.

## Historia
Fue erigida a finales del siglo XIII en el emplazamiento de una capilla que custodiaba un icono mariano vinculado por una piadosa tradición a san Francisco de Asís quien, a su regreso de Tierra Santa, se dice que rezó aquí. Se cuenta que pasaba la noche en el Casale y en un edículo había un icono de Nuestra Señora que, sin embargo, estaba cubierto por una telaraña a modo de velo. Entonces san Francisco pidió a la araña que liberara el icono, a lo que accedió inmediatamente. Fue donada en 1300 por el rey Carlos II de Nápoles al arzobispo Pandone. Puesto que el lugar donde se levantaba la iglesia de la Madonna del Casale era solitario y agradable, los arzobispos de Brindisi construyeron allí su residencia de verano.
Desde mayo de 1310, la iglesia y los locales contiguos se utilizaron como "cancillería" del juicio contra los templarios en el Reino de Sicilia. En esa ocasión, el tribunal compuesto por el arzobispo de Brindisi Bartolomeo de Capua, el canónigo romano de Santa Maria Maggiore Jacopo Carapelle, los franceses Arnolfo Bataylle y Berengario de Olargiis, junto con el canónigo Nicola il Mercatore, condenó a los caballeros ausentes in absentia.
En 1322, Felipe I de Tarento, y su esposa Catalina de Valois-Courtenay erigieron allí la capilla de Santa Catalina. El 26 de abril de 1568, el arzobispo Giovanni Carlo Bovio cedió la iglesia, el terreno y los edificios adyacentes a los Frailes Menores Observantes, que fundaron allí un convento. En 1598, pasó a manos de los hermanos menores reformados de la estricta observancia, que terminaron la construcción del convento entre 1635 y 1638.
En 1811, la iglesia fue suprimida por el gobierno de Joachim Murat y se utilizó como cuartel. Los franciscanos regresaron allí en 1824 e intentaron reparar los cuantiosos daños producidos.
Santa Maria del Casale es Monumento Nacional desde 1875. El edificio ha sido restaurado recientemente por los misioneros de la Consolata de Turín, que se instalaron en el convento contiguo del siglo XVI, del que se puede ver el claustro.

## Descripción
Presenta un buen ejemplo de la transición del románico al gótico. Es característica por su notable gusto cromático es la fachada con bandas de diseños ornamentales de piedras bicolores. Está dividida, al igual que los laterales, por esbeltas lesenas tristilos, unidas por cornisas en la parte inferior y por arcos ciegos en la superior, con escala a lo largo del hastial de la fachada y arcos trilobulados en los laterales y en la zona del ábside. En el portal, un original protiro, abierto por delante con un arco trilobulado, repite el esquema arquitectónico de la fachada, y sobre él, se abre una gran ventana ojival.
El interior, presenta una planta de cruz latina de una sola nave con cubierta de cerchas y bóveda de crucería sobre el ábside. Se conserva una columna de mármol de Paros coronada por una cruz que se cree que es la del Hosanna (siglo IX).

### Pinturas murales
Las paredes están cubiertas en gran parte por frescos del siglo XIV, todavía con formas bizantinas pero con algunas aportaciones góticas lineales. En la contrafachada se encuentra el Juicio Final, un grandioso fresco distribuido en cuatro registros, firmado por Rinaldo da Taranto. Interesante también por su iconografía. Puede fecharse en las primeras décadas del siglo XIV.
En la pared izquierda se representa: Anunciación, Árbol de la Cruz, de admirable factura, Virgen entre los Caballeros (con encargo de Nicola Della Marra, fechado en 1388) y Virgen con el Niño (encargado por Gaucerio en 1366).
En la pared derecha: Anunciación, Cristo entronizado y Virgen con el Niño (siendo el comitente Leonardo I Tocco, c. 1363).
En los transeptos: Crucifixión, Santa Catalina y relatos de su vida, San Erasmo de Gaeta y Santa María Magdalena.
En el presbiterio: Lavatorio de los pies, Última cena y Hospitalidad de Sara y Abraham. Deposición de la cruz, Deposición en el sepulcro y María en el sepulcro. Pentecostés y Anunciación. En el ábside, Cristo entronizado entre ángeles.
En la sacristía: lienzo con la Natividad de María, pintado por Giampiero Zullo en 1617. El redescubrimiento de las preciosas pinturas tuvo lugar a finales del siglo XIX y fue comunicado por Cosimo De Giorgi en la revista florentina Arte e Storia.

## Galería
|                                             |
| Portada. Fotografía de Paolo Monti de 1970. |

|           |
| Interior. |

|                  |
| Pared izquierda. |

|                |
| Pared derecha. |

|            |
| Transepto. |